# Stormforce
Stormforce (tựa gốc tiếng Hà Lan: Windkracht 10: Koksijde Cứu hộ, nghĩa đen là lực lượng Gale 10: Giải cứu Koksijde) là một bộ phim năm 2006 của Bỉ do Hans Herbots đạo diễn. Kịch bản được viết bởi Pierre De Clercq.
Bộ phim dựa trên một bộ phim truyền hình khác mang tên Flemish Windkracht 10.

## Diễn viên
- Veerle Baetens trong vai Alex Breynaert
- François Beukelaers là Tướng Cassiman
- Warre Borgmans trong vai Jean Louis Hubert De Jonghe
- Ludo doanh nhân như Patrick Adams
- Jelle Cleymans trong vai Bert Gorissen
- Jaela Cole trong vai Yvonne
- Axel Daeseleire trong vai Koen
- Koen De Bouw trong vai Mark Van Houte
- Vic de Wachter trong vai Bob Govaerts
- Eric Godon làm bộ trưởng quốc phòng
- Kevin Janssens trong vai Rick Symons
- Tine Reymer trong vai Marleen
- Stan Van Samang trong vai Serge Helsen
- Nicolas Gob trong vai thủy thủ Tigris